# Didjeridoo
 (mai 2018).
Le didjeridoo, aussi orthographié didjéridoo, didjeridou ou didgeridoo (prononcé : /di.dʒe.ʁi.du/) est un instrument de musique à vent de la famille des cuivres, bien qu'il soit en bois.  À l'origine, cet instrument est joué par les Aborigènes du Nord de l'Australie, son usage semble très ancien et pourrait remonter à l'âge de pierre (20 000 ans), d'après une peinture rupestre représentant un joueur de didgeridoo, analysée au carbone 14. C'est une trompe en bois, lointaine cousine du cor des Alpes ou du tongqin tibétain.
Le mot est d'origine onomatopéique, inventé par les colons occidentaux à partir du son de cet instrument. Les Aborigènes le nomment différemment en fonction de leur ethnie. Parmi la cinquantaine de noms, les plus courants sont : yidaki, mooloo, djubini, ganbag, gamalag, mago, maluk, yirago, yiraki, didgeridoo, etc.

## Description

### Fabrication

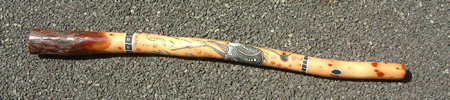
Didgeridoo.

Le didgeridoo est réalisé en eucalyptus dans les territoires du nord de l'Australie, et en d'autres matières (palmier, teck, bambou, etc.) dans le monde. Les termites évident le tronc de l'arbre d'eucalyptus sur toute sa longueur en se nourrissant de la sève. Sa longueur varie de 100 à 180 cm en moyenne, et son diamètre de 5 à 30 cm. L'embouchure est généralement fabriquée en cire d'abeille pour la ramener à un diamètre facilement jouable proche de 30 mm, la rendre plus lisse (le bois ou le bambou, bruts, font souvent très mal à cause des vibrations), mieux l'adapter à la forme de la bouche et la protéger de l'humidité. Les didgeridoos traditionnels peuvent présenter une embouchure recouverte de sugarbag, une cire d'abeilles sauvages, mais ont plus souvent une embouchure directement jouable. Traditionnellement, il peut être décoré par des peintures représentant des scènes de la mythologie aborigène ou des motifs claniques.

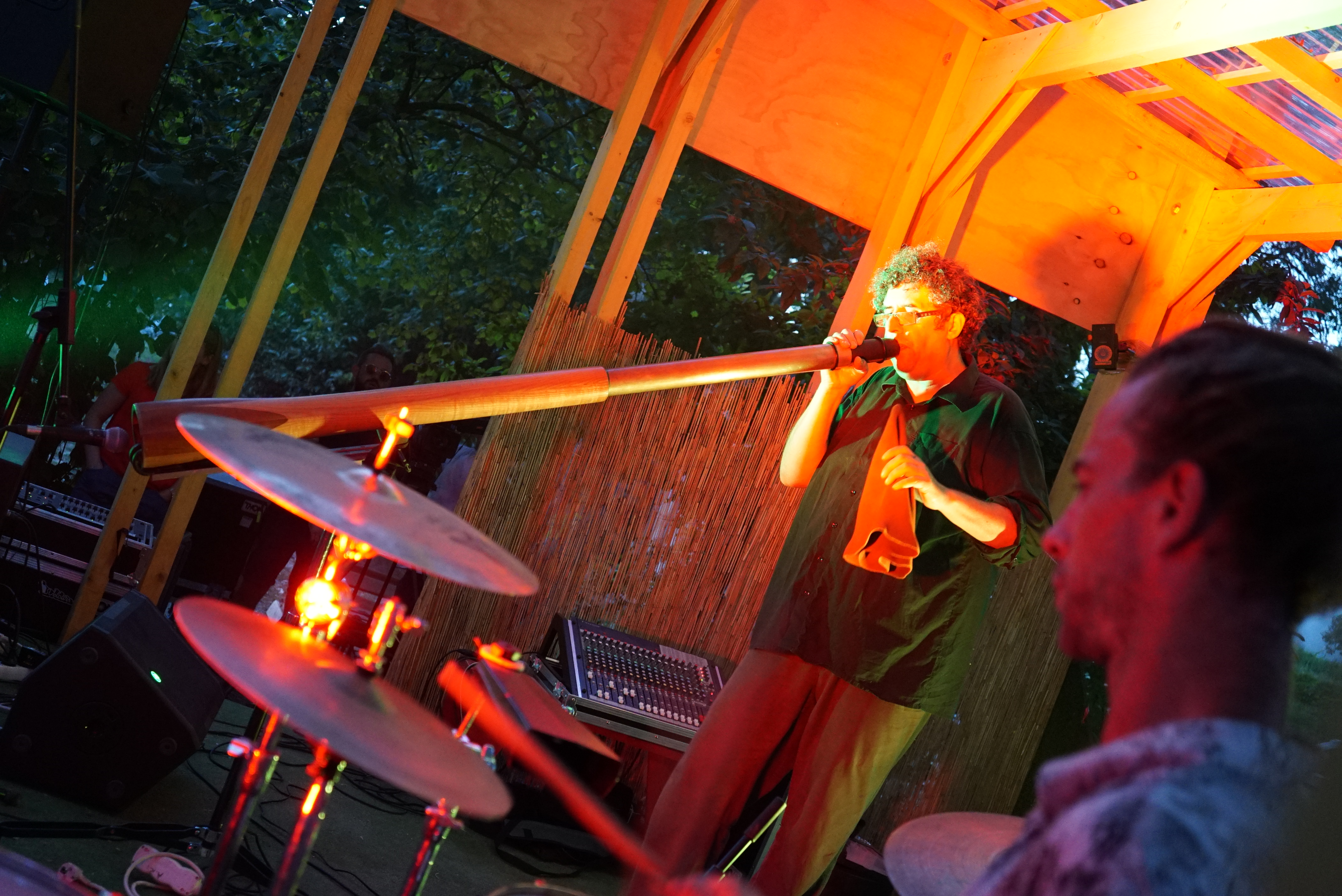
Accordable en trois parties.

Il existe aujourd'hui des didgeridoos fabriqués par différentes méthodes :
- Sandwich : creusé manuellement, à partir d'une branche de n'importe quelle essence d'arbre coupée en deux dans le sens de la longueur, afin d'évider l'intérieur, puis recollée.
- Perçage : le didgeridoo est percé de part et d'autre à l'aide de longs forets.
- Tournage : le didgeridoo se décompose en plusieurs morceaux tournés, pour être collés les uns après les autres et ainsi former un nouveau didgeridoo.
- Accordable : Il existe des didgeridoos accordables. Le principe est de modifier la longueur de la perce par un système de coulisse.
- Naturelle : Il existe aussi des didgeridoos façonnés par les termites. Les termites creusent le cœur des eucalyptus vivants pour y installer leurs colonies. Avec des autorisations et permis gouvernementaux réglementés, on peut récupérer le bois encore debout et enlever les termites pour en faire le corps du didgeridoo. On peut aussi trouver des bois creux et morts.

Plusieurs sortes de didgeridoos ont été inventées afin de gagner en richesse de jeu ou de pratique. Ils peuvent être faits en différents matériaux, tels que le bois, le bambou ou encore en aluminium voire en PVC, en argile, en verre, en papier mâché, en plastique, en agave, etc. On peut compter trois variantes principales :
- les travel didgeridoos (travel didges, didgeridoos de voyage) sont démontables en plusieurs pièces de taille réduite, ce qui permet un transport plus aisé et de changer les notes. Ils utilisent principalement un système de pas de vis pour joindre les différents morceaux.
- les slide didgeridoos (slide didges ou didjeribones, terme qui tire son nom d'une marque) : ces didgeridoos peuvent changer de taille et donc de note de base (à noter que contrairement aux travel didgeridoo, ceux-ci peuvent changer de note pendant le jeu), grâce à un système de coulisse. Certains modèles possèdent d'ailleurs des vis afin de garder l'instrument à une note spécifique, pour d'autres il suffit de les tourner d'un quart de tour et ils sont fixés.
- les didgeboxes (nom du modèle) qui consistent en une « boîte » de petite taille (une quarantaine de centimètres) percée de deux trous, dans laquelle un système de chicanes permet de restituer le son de l'instrument original (mais de moindre qualité).

### Jeu

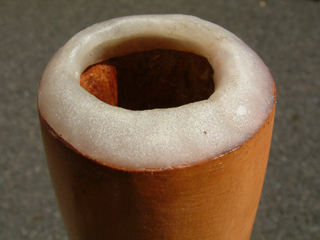
Embouchure de didgeridoo en cire d'abeille.

Pour jouer du didgeridoo, le musicien fait vibrer ses lèvres comme pour un cor de chasse, cor des Alpes ou une trompette, avec cependant une tension moins forte des muscles labiaux. Une des particularités du didgeridoo réside dans le fait que la plupart des joueurs utilisent la technique dite du souffle continu ou respiration circulaire. Celle-ci permet de maintenir un souffle d'air constant permettant de jouer sans s'arrêter, même lors de l'inspiration.
Le son de base, le bourdon, est produit par une vibration monotone des lèvres sur l'embouchure. Les aborigènes prononcent, sur ce son fondamental des mots ou des onomatopées qui imitent le cri des animaux qui peuplent leur univers spirituel (chants d'oiseaux, coassement des grenouilles, chiens sauvages…) ou le son des objets usuels (boomerang). C'est une manière de s'approprier leur voix et leurs pouvoirs.
Pour créer des mélodies, il existe cinq sortes de variations à partir du bourdon :
- De légères variations du débit d'air qui abaissent ou augmentent la hauteur de la note du bourdon ;
- L'amplification d'harmoniques présentes dans le bourdon, à partir de mouvements des lèvres et surtout de la langue, utilisée aussi pour le chant diphonique ;
- La variation du volume d'air dans les joues ou des poussées du diaphragme, de la langue ou des cordes vocales, qui permet des accentuations rythmiques ;
- Les vocalises qui viennent se superposer au bourdon, et qui imitent souvent des cris d'animaux dans le jeu aborigène ; le joueur peut aussi chanter dans le didgeridoo ;
- Le quintoiement (appelé aussi survibration, overtone(en) ou toot(en)) qui s'obtient par un pincement des lèvres, de manière à souffler comme dans une trompette et qui produit un son de corne de brume proche de l'octave supérieure du bourdon de base. En augmentant encore la tension des lèvres, il est possible d'obtenir d'autres survibrations plus aiguës, comme pour un cor de chasse. La hauteur des survibrations dépend de la cônicité de l'instrument : pour un didgeridoo parfaitement cylindrique (comme un tuyau de PVC) on obtient par exemple un bourdon à 65 Hz (do 4), une première survibration à 196 Hz (sol 5) et une deuxième survibration à 328 Hz (mi 6), qui coïncident quasiment avec les harmoniques (impaires) composant le timbre du bourdon ; pour un didgeridoo de forme générale conique, on peut obtenir par exemple un bourdon à 65 Hz (do 4), une première survibration à 144 Hz (ré 5 : une octave + un ton au-dessus du bourdon) et une deuxième survibration à 237 Hz (la-dièse 6), alors même que les harmoniques de 130 Hz, 195 Hz, 260 Hz etc. sont bien celles qui composent le timbre du bourdon (calculé avec DIDGMO, vérifié par l'expérience). Il convient donc de ne pas confondre les deux notions d'harmoniques et de survibrations.

On peut retrouver le didgeridoo dans différents styles, en musique traditionnelle, world, en electro, rock, rap (notamment pour obtenir un jeu de basse), etc. De plus, avec l'arrivée des slide didgeridoos, de nouvelles techniques de jeu ont émergé.